# 篤見唯子
篤見 唯子（とくみ ゆいこ）は、日本のイラストレーター、漫画家、同人作家。女性。
美麗な絵柄で、デフォルメされた少女を主に描く。『瓶詰妖精』『スロウスタート』はアニメ化された。

## 作品リスト

### イラスト
- キディ・グレイド（テレビアニメ、2002年）第8話アイキャッチイラスト
- ドラマCD 秋桜の空に 〜新緑の若菜〜（ドラマCD、2003年）ブックレットイラスト
- 絵師100人展 02（2012年）[2]
- ご注文はうさぎですか？ アンソロジーコミック 1（2014年）[3]
- のんのんびより 公式アンソロジー ふゆっ！（2014年）[4]
- うらら迷路帖アンソロジーコミック 1（2017年）[5]
- COMIC MARKET 45th Anniversary Book（「コミックマーケット」のイラスト集、2020年）[6]
- ハヤテのごとく!トレーディングカードゲーム（トレーディングカードゲーム）
- アクエリアンエイジ（トレーディングカードゲーム）

### 漫画作品
- H.P.-ハッピィプロジェクト-（『まんがタイムきらら』Vol.1〈2002年〉）
- 瓶詰妖精（読者参加企画、『マジキュー・プレミアム』→『マジキュー』2002年 - 2005年）
- 本気求道（『マジキュー』）
マジキューのマスコットキャラクター・たまちゃんが登場している。また、『瓶詰妖精』連載終了後に、作品に登場していた一部キャラクターが登場している。マジキューの休刊に伴い連載終了。後に同人誌に収録。
- ハートマーク!（読者参加企画、文：白根秀樹、『マジキュー』2006年 - 休載中）
長期休載が続いたまま掲載誌の休刊となった。休載当初は「画集の加筆作業のため」というアナウンスがされていた。一方で、もうひとつの連載『本気求道』は続けて掲載されていた。
- スロウスタート（『まんがタイムきらら』2013年[7] - 連載中）
- 黒犬3きょうだい（原作：金田陽介、『寄宿学校のジュリエット 公式アンソロジーコミック』2018年） - 『寄宿学校のジュリエット』のアンソロジー寄稿作品。[8]
- 『みのりと100人のお嬢様』の寄稿作品（原作：藤沢カミヤ、『みのりと100人のお嬢様』3巻、2020年）[9]
- ゆゆ式（原作：三上小又、『まんがタイムきらら』2020年7月号付属通算200号記念小冊子） - 『ゆゆ式』とのコラボ作品[10]。三上のネームを篤見が作画した[10]。

### 書籍

#### 漫画単行本
- 『楽園同盟』ラポート〈ラポートコミックス〉1992年、全1巻
- 『スロウスタート』芳文社〈まんがタイムKRコミックス〉2014年 - 刊行中、既刊12巻

#### 画集
- 『瓶詰妖精ファンブック Tokumi Yuiko Illustrations』エンターブレイン、2007年、ISBN 4-7577-3099-3

### その他
- 薄荷屋コレクション（フィギュア）キャラクターデザイン
- Iris 〜イリス〜（ゲーム、2003年）キャラクターデザイン
- きららファンタジア（ゲーム、2017年）キャラクターデザイン、監修
- きんいろモザイクThank you!!（劇場アニメ、2021年）応援コメント[11]

## 同人活動
「薄荷屋」という同人サークルを主宰し同人活動を行っている。近年では男性向け分野での活動が多く、コミックマーケットにおける人気サークルのひとつである。